# 圓麵包無人機導彈
圓麵包（羅馬化：Palianytsia，發音：[pɐlʲɐˈnɪt͡sʲɐ]），又音譯作帕利亚内茨亚，是烏克蘭在俄羅斯入侵烏克蘭期間研發的遊蕩彈藥系統。

## 命名
在俄羅斯入侵烏克蘭期間，圓麵包（паляниця）一詞經常被用作一個重要的示播列（口令）測試，用來辨別俄羅斯士兵或間諜。有些被俘的俄羅斯人聲稱自己是烏克蘭人，但他們往往無法正確發音烏克蘭語中圓麵包一詞。
烏克蘭總統澤連斯基表示俄羅斯人在面對圓麵包無人機導彈時「他們連打到自己的東西是什麼都講不好」。

## 歷史
2024年8月24日，在俄羅斯沃羅涅日州一個彈藥庫遭受襲擊後，烏克蘭當局正式宣佈啟用這導彈系統，儘管其並未確認該系統是否被用於此次襲擊。烏克蘭總統弗拉基米爾·澤連斯基稱這種「無人機導彈」是一種難以應付的「新型武器」。
圓麵包遠程無人機導彈由烏克蘭專家在戰爭中以極短時間內研發，總共耗時一年半，旨在應對俄羅斯不斷進行的導彈襲擊。
這款新型武器的成本顯著低於其同類產品。此外，烏克蘭當局目前仍在進一步通過使用替代材料降低生產成本。這一策略將有助於大規模生產導彈，從而大幅增強烏克蘭在當前戰爭及未來衝突中的遠程打擊能力。

## 描述
據推測，「圓麵包」是一款具備強大彈頭和渦輪噴射引擎的機動無人機。「圓麵包」在一年半的時間內完成研發，並從地面發射裝置進行發射。據推測，其射程達到600至700公里，因為報導指出其打擊範圍內涵蓋大約20個俄羅斯軍事機場，其中包括下諾夫哥羅德州的薩瓦斯萊卡空軍基地。
該無人機導彈的速度可達每小時500公里，而其彈頭的重量為50公斤。